# Allium karacae
Allium karacae är en amaryllisväxtart som beskrevs av Mehmet Koyuncu. Allium karacae ingår i släktet lökar, och familjen amaryllisväxter.
Artens utbredningsområde är Turkiet. Inga underarter finns listade i Catalogue of Life.